# Jan Tilman Schade
Jan Tilman Schade (* 11. April 1963 in Bonn) ist ein deutscher Komponist, Musiker, Produzent und Künstler.

## Leben
Schade wuchs in Hoengen bei Aachen und Haan bei Düsseldorf auf, wo er 1982 das Abitur machte. Neben dem Studium an der damaligen Hochschule der Künste Berlin (Hauptfach Violoncello) war er Mitglied verschiedener Rock- und Popgruppen im damaligen West-Berlin wie Invisible Ray, Rubbermind Revenge, Fou Gorki etc. und war an mehreren CD-Produktionen der Einstürzenden Neubauten als Arrangeur und Cellist beteiligt. Ab 1995 studierte er Religionswissenschaften und Kommunikationstechnik an der Freien Universität Berlin und der Technischen Universität Berlin. Von 2007 bis 2010 machte er eine Ausbildung zum sozialen Musiktherapeuten am Institut für Musiktherapie Berlin.
Schade arbeitete als Arrangeur, Musiker, Darsteller für diverse Film-, Theater- und Kunstprojekte wie „A.Dreyblatt & the orchestra of excited strings“ (USA, Berlin), „La zattera di babele“ (Italien), „De rode skov“ (Dänemark), „7 Frauen“ (Rudolf Thome) etc. Von 1986 bis 1995 komponierte er ca. 30 Bühnenmusiken für Theaterproduktionen von Peter Carp, Hans Neuenfels, Peter Wittenberg u. v. a. im In- und Ausland. Seit 2009 ist er Geschäftsführer und Gesellschafter der Artwaren GmbH, einer Gesellschaft für artgerechtes Handeln mit Sitz in Bochow (Havel). Er ist Initiator des Seminarhofes „Mollandur“ bei Groß Kreutz (Havel), in dem Räume für  Seminare, Studioaufnahmen, Kino- und Tanzveranstaltungen angeboten werden. Seit Sommer 2013 leitet er die Kulturveranstaltungen in der Ev. Kirche zu Bochow mit dem Titel: „Bochower Kirchklänge“. Co-Arrangeur und Cellist beim europaweiten Live-Projekt: „Lament“ der „Einstürzenden Neubauten“ 2014–2018.

## Musikproduktionen
Schade komponierte und produzierte zahlreiche Musiken für Film, Theater und Fernsehen:
Theater
- 1986 „Lydia & Mäxchen“, Ballhaus Naunynstrasse, Regie: Werner Gerber
- 1986 „Comédie italienne“, Wiener Festwochen
- 1988 „Liebe Frau Mermet“, Übü-theater, Regie: Ulli Simontowitz
- 1989 „Nordwestpassage“, „Theater zerbrochene Fenster“ Berlin
- 1990 „Homo faber“, Rom / Genua, „La zattera di babele“
- 1992 „Der Tod und das Mädchen“, Staatstheater Mainz, Inszenierung: Peter Carp
- 1992 „Sommernachtstraum“, Schillertheater, Regie: Hans Neuenfels
- 1993 „Das goldene Vlies“, Burgtheater, Regie: Hans Neuenfels
- 1994 „Angels in America“, Nationaltheater Mannheim, Regie: Peter Wittenberg
- 1995 „Die Zofen“, Schauspielhaus Zürich, Regie: Hans Neuenfels
- 1995 „Stichtag“, Tiroler Landestheater, Regie: Peter Carp
- 1998 „Faust. Ein Tanzpoem“, Junges Theater Göttingen, Regie: Vivienne Newport
- 2002 „Union der festen Hand“, Berlin, Goslar, Göttelborn, Essen, Regie: Stephan Stroux
- 2008 „Und das Licht scheint in der Finsternis“ (Tolstoi), Neuhardenberg, Jasnaja Poljana (RU), Regie:V.Schlöndorff
- 2017 "Unfinished Palace, Moving People, Floating Borders / European Songlines” Wrocław

Film
- „El accordeon del diabolo“(D), Stefan Schwietert, 1999, Zerofilm GMBH
- „Black Box BRD“ (D), Andres Veiel, 2001, Deutscher und Europäischer Filmpreis[2]
- „Scherbentanz“ (D), Chris Kraus, 2002, Spielfilm / SWR
- „Solino“ (D), Fatih Akin, 2002 die Songs Solino
- „Ich kenn keinen – Allein unter Heteros“, Jochen Hick, 2003, 3 sat / Teddy-Award 2003[3]
- „Die Spielwütigen“, Andres Veiel, 2004, Berlinale Publikumspreis 2004
- „Sportsfreund Lötzsch“, Prechtel / Hilpert, 2008, BR, telepool, Kino
- „Liebesleben“, Maria Schrader, 2007, X-Filme, Chormusik
- „Flying: Confessions of a Free Woman“, Jennifer Fox, 2007, USA
- „Vier Minuten“, Chris Kraus, 2008, 2 Klaviermusiken
- „Sergej in der Urne“, Boris Hars-Tschachotin, 2009, 3sat/Kino
- „Kinshasa Symphony“, Wischmann / Baer 2010, WDR
- „My Reincarnation“, Jennifer Fox, 2010, mit Arte / SR / RAI etc.
- „Poll“, Chris Kraus, 2011, Onmusiken
- „Der Hauptmann von Nakara“, Bob Nyanja, 2011, Arte / gedreht in Kenia / papermoon film Berlin
- „Das Venedig-Prinzip“, Andreas Pichler, 2012, Filmtank / ORF / Arte

Fernsehen
- 1986 „Faits d´hiver“, (SR – Schweizer Fernsehen), Regie: Guiliani, Buetti (Europ. Kurzfilmpreis 1987)
- 1987 „Keine Hand wäscht die andere“, (ZDF) Das kleine Fernsehspiel, Regie: Heiner Mühlenbrock
- 1992 „Von wegen“ (ZDF), Das kleine Fernsehspiel, Regie: Christoph Döring
- 1992 „Sprung aus den Wolken“(CH), (ZDF) Das kleine Fernsehspiel, Regie: Stefan Schwietert
- 1990 „Die Kunst ein Mann zu sein“, (berlintv), Regie: Matthias Drawe, Co-Komponist Rainer Yusuf Vierkötter
- 1991 „Der König von Kreuzberg“ (D), (berlintv), Regie: Matthias Drawe, Co-Komponist Rainer Yusuf Vierkötter
- 1992 „Elfenbeinturm“ (D), (berlintv), Regie: Matthias Drawe, Co-Komponist Rainer Yusuf Vierkötter
- 2001 „Old Love“ (D), (WDR / Schulfilm), Regie: Jan Schütte, Kurzfilm
- 2001 „Schimanski: Kinder der Hölle“, (ARD-Tatort), Regie: Edward Berger
- 2001 „Liebe und Verrat“, (ZDF), Regie: Mark Schlichter, Co-Komponist Klaus Wagner
- 2002 „Ein Kind aus der Ferne“, (SWR/Arte), Regie: Carolyn Goldie, Co-Komponist Klaus Wagner
- 2002 „Schwarzwaldhaus 1902“, (SWR/ARD), Regie: Volker Heise, Co-Komponist Klaus Wagner, Grimme-Preis 2003[4]
- 2001 „Schimanski: Asyl“, (ARD-Tatort), Regie: Edward Berger
- 2004 „Das Kanzleramt“ 5 Folgen, (ARD/Arte), Regie: Mechthild Gaßner
- 2005 „Silver Girls“, (Arte / SWR), Regie: Alice Agneskirchner
- 2005 „Abenteuer 1900 – Leben im Gutshaus“, (ARD-degeto), Regie: Volker Heise, Vorabendserie
- 2005 „Unsere fünfziger Jahre“, (ARD), Regie: Thomas Kufus
- 2007 „Unsere sechziger Jahre“, (ARD), Regie: Michael Wulfes
- 2008 „Zwischen Wahnsinn und Kunst“, (3sat), Regie: Christian Beetz, Grimme-Preis 2008
- 2008 „Traumberuf: Tierarzt“, (Arte), Regie: Reinhardt Beetz
- 2010 „Leben über den Wolken“, (Arte), Regie: verschiedene, Majade-Produktion
- 2011 „"NINJA Shadow Warriors Documentary“, Arte / discovery channel / smithsonian, Regie: John Wate
- 2011 „"Das Glück der Hausfrau“, (ARD / HR), Regie: Simone Jung, 2-Teiler
- 2012 „"Man for a Day“, Katarina Peters, kl. Fernsehspiel ZDF mit Gudrun Gut
- 2012 „"Miles & War“, Anne Thoma, SRF 1/WDR mit K.Wagner
- 2013 „"Samurai Headhunters“, Arte / discovery channel / smithsonian, Regie: John Wate
- 2015  „Haus der Solidarität“ ORF / RAI / A. Pichler / Miramonte
- 2015  „Imagine Waking Up Tomorrow and All Music Has Disappeared“ / S.Schwietert about B.Drummond
- 2016  „Samurai Warrior Queens“ / smithsonian / arte / discovery channel / history, urban canyon
- 2018  „Marcelline“ France 3 / arte / Regie: C.Dvorak